# 金鶴宮
金鶴宮位於台灣台北市芝玉路，為主祀瑤池金母之道教廟宇。該建物興建於1974年，今為位於台北士林區之仿古廟宇建築。另外，該廟宇的組織型態為管理人制，祭典日期則是每年農曆之七月十四。